# Comité Electoral Central Polaco
El Comité Electoral Central Polaco (en lituano: Lenkų centrinis rinkimų komitetas; en polaco: Centralny Polski Komitet Wyborczy), abreviado respectivamente como LCRK o CPKW, fue un partido político en la Lituania de entreguerras que representaba a la minoría polaca del país. Operó entre marzo de 1920 y 1927. Fue el único partido representante de grupos minoritarios en Lituania que obtuvo escaños parlamentarios en las cuatro elecciones democráticas que celebró el país durante ese período.

## Historia
El Comité Electoral Polaco se creó en febrero de 1920, pero no obtuvo su registro hasta un mes después. Tres diputados fueron elegidos para el Seimas constituyente en 1920 de la lista del Comité Electoral Polaco: Adolf Grajewski, Jan Krasowski y Roman Zaremba. Los dos últimos dimitieron en favor del sacerdote Bronisław Laus y del trabajador Antoni Śnielawski para «democratizar la representación polaca». El 19 de junio de 1921, los diputados polacos prepararon una carta a la Sociedad de Naciones, en la que expresaban sus quejas sobre el maltrato de la minoría polaca en Lituania: la falsificación de resultados electorales, la eliminación del idioma polaco de la vida pública, los esfuerzos por liquidar la propiedad privada polaca, entre otras cosas. La presentación de la denuncia causó revuelo en el Seimas, y en una reunión especial el 6 de julio de 1921 los diputados polacos fueron acusados de traición y provocación. El líder de los demócratas cristianos, el sacerdote Mykolas Krupavičius, llamó a los polacos "los piojos de la nación lituana". Se produjo una pelea, Antoni Śnielewski fue golpeado, mientras Jonas Bildušas arrojó una silla a Laus, hiriéndolo. A falta de respuesta, los diputados polacos no participaron en los trabajos del parlamento hasta el final de su mandato en señal de protesta.
En las elecciones parlamentarias de 1922, el CPKW se reorganizó y obtuvo una cantidad de votos que debería haberles permitido ganar 5 escaños. Sin embargo, debido a un cambio en la ley electoral realizado después de las elecciones, se quitaron cuatro escaños a los polacos. Como resultado, solo Laus del CPKW y Kazimierz Wołkowycki de la «Lista de los Trabajadores Polacos» ingresaron al Seimas. Ambos boicotearon la legislatura en protesta, contribuyendo a que esta se volviera inoperativa por el hecho de que había 38 parlamentarios gubernamentales y 38 opositores. La única sesión a la que Laus y Wołkowycki asistieron fue la última, en la que se derrumbó el gobierno de Ernestas Galvanauskas y se convocó a elecciones anticipadas.
Antes de las siguientes elecciones en mayo de 1923, Laus fue arrestado y exiliado al distrito de Biržai; sólo se le permitió regresar a Kaunas después de las elecciones. El obispo Pranciškus Karevičius también le prohibió postularse para el Seimas. Esto no impidió que el CPKW mejorase sus resultados y la facción polaca en el Seimas aumentara a cuatro escaños, a menudo cooperando con la también robusta representación obtenida por los partidos de las minorías judía y alemana. Después de que se formó el nuevo gobierno en 1924, los diputados polacos fueron retirados del trabajo del comité.
El ambiente antes de las elecciones de mayo de 1926 era extremadamente tenso: las reuniones preelectorales polacas fueron disueltas y los candidatos polacos fueron atacados por milicias lituanas. El CPKW obtuvo tres escaños, ocupados por Wiktor Budzyński, Bolesław Lutyk y Jan Bucewicz. Junto con el representante obrero Tomasz Giżyński formaron nuevamente la facción polaca.  El gobernante Bloque Demócrata Cristiano perdió su mayoría absoluta. La facción polaca apoyó la formación del gobierno de izquierda de Mykolas Sleževičius, quien a cambio de su apoyo prometió concesiones y mayores libertades para la minoría polaca. Las concesiones a la población polaca, sobre todo la reapertura de las escuelas polacas, enardecieron a la oposición y se convirtieron en uno de los detonantes para el golpe de Estado de diciembre de ese mismo año que llevó a Antanas Smetona al poder. Pese a esto, el CPKW apoyó en el Seimas la ratificación de Smetona como presidente. Sin embargo, en abril de 1927, se unieron a la oposición en votar una moción de censura contra el gobierno. La respuesta del régimen de Smetona fue disolver el Seimas y prohibir los partidos políticos, afectando también al CPKW.

## Resultados electorales
|  | 4.27 % |

|  | 4.05 % |

|  | 5.55 % |

|  | 3.08 % |